# Luzama
Luzama es un género con 30 especies de orquídeas epifitas. Es  originario de  Sudamérica.
Sus especies estaban anteriormente integradas en el género Masdevallia, sin embargo, en mayo de 2006, Carlyle August Luer, erudito de las  Pleurothallidinae, publicó una revisión sustancial del género y se convirtió en un nuevo género que muchos de sus subgéneros anteriores.
Actualmente (octubre del 2012), todas sus especies no están aceptadas y han sido reincorporadas a su género anterior Masdevallia

## Antiguas especies
- Luzama amaluzae (Luer & Malo) Luer, Monogr. Syst. Bot. Miss. Bot. Gard. 105: 10 (2006).
- Luzama aphanes (Königer) Luer, Monogr. Syst. Bot. Miss.Bot. Gard. 105: 10 (2006), with incorrect basionym ref.
- Luzama audax (Königer) Luer, Monogr. Syst. Bot. Miss. Bot. Gard. 105: 10 (2006).
- Luzama aurorae (Luer & M.W.Chase) Luer, Monogr. Syst. Bot. Miss. Bot. Gard. 105: 10 (2006).
- Luzama berthae (Luer & Andreetta) Luer, Monogr. Syst. Bot. Miss. Bot. Gard. 105: 10 (2006).
- Luzama carmenensis (Luer & Malo) Luer, Monogr. Syst. Bot. Miss. Bot. Gard. 105: 10 (2006).
- Luzama chaucana (Luer & Hirtz) Luer, Monogr. Syst. Bot. Miss. Bot. Gard. 105: 10 (2006).
- Luzama chimboensis (Kraenzl.) Luer, Monogr. Syst. Bot. Miss. Bot. Gard. 105: 10 (2006).
- Luzama collantesii (D.E.Benn. & Christenson) Luer, Monogr. Syst. Bot. Miss. Bot. Gard. 105: 10 (2006).
- Luzama expers (Luer & Andreetta) Luer, Monogr. Syst. Bot. Miss. Bot. Gard. 105: 10 (2006).
- Luzama gemmula Luer & V.N.M.Rao, Monogr. Syst. Bot. Miss. Bot. Gard. 105: 263 (2006).
- Luzama henniae (Luer & Dalström) Luer, Monogr. Syst. Bot. Miss. Bot. Gard. 105: 10 (2006).
- Luzama indecora (Luer & R.Escobar) Luer, Monogr. Syst. Bot. Miss. Bot. Gard. 105: 10 (2006).
- Luzama lynniana (Luer) Luer, Monogr. Syst. Bot. Miss. Bot. Gard. 105: 10 (2006).
- Luzama manchinazae (Luer & Andreetta) Luer, Monogr. Syst. Bot. Miss. Bot. Gard. 105: 10 (2006).
- Luzama mataxa (Königer & H.Mend.) Luer, Monogr. Syst. Bot. Miss. Bot. Gard. 105: 10 (2006).
- Luzama mentosa (Luer) Luer, Monogr. Syst. Bot. Miss. Bot. Gard. 105: 10 (2006).
- Luzama merinoi (Luer & J.Portilla) Luer, Monogr. Syst. Bot. Miss. Bot. Gard. 105: 10 (2006).
- Luzama paquishae (Luer & Hirtz) Luer, Monogr. Syst. Bot. Miss. Bot. Gard. 105: 10 (2006).
- Luzama patula (Luer & Malo) Luer, Monogr. Syst. Bot. Miss. Bot. Gard. 105: 10 (2006).
- Luzama plantaginea (Poepp. & Endl.) Luer, Monogr. Syst. Bot. Miss. Bot. Gard. 105: 10 (2006).
- Luzama pyknosepala (Luer & Cloes) Luer, Monogr. Syst. Bot. Miss. Bot. Gard. 105: 10 (2006).
- Luzama sanchezii (Luer & Andreetta) Luer, Monogr. Syst. Bot. Miss. Bot. Gard. 105: 10 (2006).
- Luzama scalpellifera (Luer) Luer, Monogr. Syst. Bot. Miss. Bot. Gard. 105: 10 (2006).
- Luzama schizostigma (Luer) Luer, Monogr. Syst. Bot. Miss. Bot. Gard. 105: 10 (2006).
- Luzama scopaea (Luer & Vásquez) Luer, Monogr. Syst. Bot. Miss. Bot. Gard. 105: 10 (2006).
- Luzama setipes (Schltr.) Luer, Monogr. Syst. Bot. Miss. Bot. Gard. 105: 10 (2006).
- Luzama smallmaniana (Luer) Luer, Monogr. Syst. Bot. Miss. Bot. Gard. 105: 10 (2006).
- Luzama strattoniana (Luer & Hirtz) Luer, Monogr. Syst. Bot. Miss. Bot. Gard. 105: 10 (2006).
- Luzama trifurcata (Luer) Luer, Monogr. Syst. Bot. Miss. Bot. Gard. 105: 10 (2006), with incorrect basionym ref.